# Augustine Ejangue
Augustine Sylvia Ejangue Siliki (* 19. Januar 1989 in Edéa) ist eine kamerunische Fußballspielerin.

## Karriere

### Verein
Ejangue startete ihre Karriere bei Sawa United Girls de Douala und wechselte im Frühjahr 2006 zu AS Ngondikam Douala. Nach zweieinhalb Jahren wechselte sie in die Liga 1 aus Äquatorialguinea zu Águilas de Aneja. Dort war sie Stammspielerin, kehrte Anfang des Jahres 2010 nach Kamerun zurück und unterschrieb bei Franck Rohlicek de Douala. In Douala entwickelte sie sich wie in der Nationalmannschaft zur Leistungsträgerin und wechselte im Frühjahr 2011 gemeinsam mit Landsfrau Ajara Nchout nach Russland zu Energija Woronesch. Nach den olympischen Sommerspielen verließ sie im September 2012 mit Landsfrau Ajara Nchout Woronesch und schloss sich dem russischen Meister FK Rossijanka an. Nachdem sie zu neun Einsätzen für den russischen Meister FK Rossijanka in der Saison 2013 gekommen ist, verkündete sie im Winter 2013 ihren Wechsel nach Schweden zum Tyresö FF. Nachdem Tyresö im Frühjahr 2014 insolvenz anmeldete, kehrte sie nach Kamerun zurück und spielt seither für Caïman Filles de Douala.

### Nationalmannschaft
2007 wurde die ehemalige Kapitänin der U-20 Nationalmannschaft von Kamerun, erstmals in die A-Nationalmannschaft berufen. Im Juli 2012 wurde sie dann für die olympischen Sommerspiele 2012 in London nominiert.